# ديفيد غراهام (مصور)
ديفيد غراهام (بالإنجليزية: David Graham)‏ هو مصور أمريكي، ولد في 1952.